# Championnats du monde de tir 1924
Navigation
Édition précédente Édition suivante
Les championnats du monde de tir 1924, vingt-deuxième édition des championnats du monde de tir, ont eu lieu à Reims en 1924.